# Dl. Garrison
Dl. Garrison (cunoscut și ca Janet Garrison, Ethan F Garrison sau Președintele) este un personaj fictiv și uneori antagonist în show-ul South Park. Prima apariție a fost în episodul pilot Cartman gets an anal probe.
Acesta are o marionetă numită Mr. Hat pe care o folosea la educarea copiiilor. Marioneta a fost furată de unul dintre copii și ulterior înlocuită cu Mr. Twig.